# ويليام إل. موران
ويليام إل. موران (بالإنجليزية: William L. Moran)‏ هو مؤرخ أمريكي، ولد في 11 أغسطس 1921، وتوفي في 19 ديسمبر 2000.